# (523764) 2014 WC510
(523764) 2014 WC510 est un objet transneptunien binaire faisant partie des plutinos. 

## Caractéristiques
(523764) 2014 WC510 a un diamètre estimé à 181 km de diamètre, un satellite a été découvert en 2018 aurait environ 138 km orbitant à 349 ± 26 km l'un de l'autre.